# 藤尾仁志
藤尾 仁志（ふじお ひとし、 1979年1月6日 - ）は、日本のお笑い芸人、俳優、画家、YouTuberである。お笑いコンビ「オクラホマ」のボケ担当。兵庫県姫路市生まれ。兵庫県立姫路東高等学校卒業、北海道大学水産学部中退。血液型B型。「フジオ・ダ・ヴィンチ」名義で抽象画家としても活動している。

## 略歴
- 1999年、北海道大学在学中、1つ年下の後輩である河野真也とお笑いコンビ「オクラホマ」を結成。
- 2011年1月、一般女性と結婚。二児の父親になっている。
- 2022年2月17日、CREATIVE OFFICE CUEホームページで、新型コロナウイルスに感染したことを発表した[1]。

## 人物
- 自他共に認める天然ボケであり、空気が読めないと言われる事もある。
- 高校時代は野球部に所属していた。2年生まではエースで四番を務めていたが、3年生になってからは後輩の成長と共に補欠要員になった。
- 研究者志望で北大水産学部に進学。2年生の秋に札幌キャンパスから函館キャンパスへ移動。乗船する事が多く、ひどい船酔いに悩まされ退学をする事になる。
- 好きな食べ物は炊き立てご飯であり、そのご飯に合う味が少し濃いおかずを好む。苦手な食べ物はきゅうりである。
- 事務所のCUEオフィシャルホームページの藤尾を「藤男」と鈴井貴之にふざけて書かれた[2]。
- 2014年ジャンボリーのキャッチフレーズは「播磨の足軽」。
- 中学の1年後輩に元プロサッカー選手の播戸竜二がいる[3]。
- B'zのシングル曲「juice (B'zの曲)」のミュージック・ビデオに一瞬映っている。

### 抽象画家として
藤尾は「フジオ・ダ・ヴィンチ」名義で抽象画家として活動している。絵画に造詣が深く、独創的な表現と色使いで新道展にて応募回全回佳作入賞した。作風は画材をクレヨンやボールペンなどを使用して絵を描き、作品を作り続けている。

### いろひろい
「いろひろい」というチャンネル名で活動をしている。当初は名前や顔を出していなかったが、2022年4月1日に事務所のブログでYouTuberをしていることを明かした。企画・構成・撮影・出演・音声・編集・ドローン・取材・雑用を全て自身で行っている。

## 作品
- 第56回 新道展（2011年）において、出品作品「き」の入選を果たす。（フジヲ・ダ・ヴィンチ名義）
- 第57回 新道展（2012年）において、出品作品「じだい」の入選を果たす。（フジヲ・ダ・ヴィンチ名義）

## 出演
コンビでの出演は「オクラホマ」の項目を参照。

### テレビ番組
- 情報ワイド 夕方Don!Don!（1999年 - 2003年、HTB） - リポーター
- HTBノンフィクション『ありがとう いのち～みんな きみが大事～』（2013年、HTB） - ナレーション担当。

### テレビドラマ
- HTBスペシャルドラマ そらぷち（2007年9月29日、北海道テレビ） - 小早川武 役
- チャンネルはそのまま!（2019年、北海道テレビ） ‐ 降谷陽介 役

### CM
- SUPER arca スペシャルムービー（WEB限定）（2015年）

### 舞台
- 札幌演劇シーズン2017-夏　イレブンナイン公演『あっちこっち佐藤さん』　(2017年・2024年-主演・佐藤ヒロシ役)[6]

### Webアニメ
- ジンギスカンのジンくん（2017年、タテアニメ、タケウチしゃん 役）

### 連載
- mamacha『お父さんになりたい』

### 講演
- 「子育て支援トークセッション」（2015年）

## イベント

### 個人展示会
- フジヲ・ダ・ヴィンチ（藤尾仁志）秘密のアトリエ展（大丸藤井セントラル・スカイホール、2012年12月1日 - 12月10日）